# Anthodioctes shilcayensis
Anthodioctes shilcayensis är en biart som beskrevs av Urban 2004. Anthodioctes shilcayensis ingår i släktet Anthodioctes och familjen buksamlarbin. Inga underarter finns listade i Catalogue of Life.